# Battle River—Crowfoot
Circonscription électorale fédérale du Canada
Battle River—Crowfoot est une circonscription électorale fédérale canadienne de l'Alberta qui contient les villes de Wainwright et Stettler. Elle a été créée en 2012 des circonscriptions de Crowfoot et Vegreville—Wainwright et son territoire a été légèrement modifié lors du redécoupage de 2022.
Les circonscriptions limitrophes sont : 
- Au nord : Lakeland
- Au nord-ouest : Sherwood Park—Fort Saskatchewan
- À l'ouest : Leduc—Wetaskiwin, Ponoka—Didsbury, Red Deer et Yellowhead
- Au sud-ouest : Bow River
- Au sud : Medicine Hat—Cardston—Warner
- À l'est : Battlefords—Lloydminster—Meadow Lake et Swift Current—Grasslands—Kindersley (en Saskatchewan)

## Députés
| Législature                                                      | Années          | Député           | Parti | Parti        |
| ---------------------------------------------------------------- | --------------- | ---------------- | ----- | ------------ |
| Battle River—Crowfoot issue de Crowfoot et Vegreville—Wainwright |                 |                  |       |              |
| 42e                                                              | 2015 – 2019     | Kevin Sorenson   |       | Conservateur |
| 43e                                                              | 2019 – 2021     | Damien Kurek     |       | Conservateur |
| 44e                                                              | 2021 – 2025     | Damien Kurek     |       | Conservateur |
| 45e                                                              | 2025 – 2025     | Damien Kurek     |       | Conservateur |
| 45e                                                              | 2025 – en cours | Pierre Poilievre |       | Conservateur |

## Résultats électoraux
Le Parti de la Réconciliation nationale a annoncé qu'il présentera un(e) candidat(e) à cette élection fédérale partielle,.

### Participation
| Année | %     | Diff. |
| ----- | ----- | ----- |
| 2025  | 76,49 | 3,33  |
| 2021  | 73,16 | 4,14  |
| 2019  | 77,30 | -     |

### 2025
| Parti                  | Parti                  | Candidat               | Votes  | %     | +/-   | Maj.   |
| ---------------------- | ---------------------- | ---------------------- | ------ | ----- | ----- | ------ |
|                        | Conservateur           | Damien Kurek           | 53 684 | 82,84 | 11,55 | 46 118 |
|                        | Libéral                | Brent Sutton           | 7 566  | 11,67 | 7,38  |        |
|                        | NPD                    | James MacKay           | 2 061  | 3,18  | 6,64  |        |
|                        | Parti populaire        | Jonathan Bridges       | 1 022  | 1,58  | 7,69  |        |
|                        | Vert                   | Douglas Gook           | 474    | 0,73  | 0,21  |        |
|                        |                        |                        |        |       |       |        |
| Votes valides          | Votes valides          | Votes valides          | 64 807 | 99,40 |       |        |
| Bulletins nuls         | Bulletins nuls         | Bulletins nuls         | 391    | 0,60  |       |        |
| Total                  | Total                  | Total                  | 65 198 | 100   |       |        |
| Abstention             | Abstention             | Abstention             | 20 039 | 23,51 |       |        |
| Inscrits/Participation | Inscrits/Participation | Inscrits/Participation | 85 237 | 76,49 |       |        |

### 2021
| Parti                  | Parti                  | Candidat               | Votes  | %     | +/-  | Maj.   |
| ---------------------- | ---------------------- | ---------------------- | ------ | ----- | ---- | ------ |
|                        | Conservateur           | Damien Kurek           | 41 819 | 71,29 | 14,2 | 36 058 |
|                        | NPD                    | Tonya Ratushniak       | 5 761  | 9,82  | 4,71 |        |
|                        | Parti populaire        | Dennis Trepanier       | 5 440  | 9.27  | 6,67 |        |
|                        | Libéral                | Leah Diane McLeod      | 2 515  | 4,29  | 0,19 |        |
|                        | Maverick (en)          | Jeff Golka             | 2 393  | 4,08  | Nv.  |        |
|                        | Vert                   | Daniel Brisbin         | 554    | 0,94  | 1,77 |        |
|                        | CAC                    | John Irwin             | 178    | 0,30  | Nv.  |        |
|                        |                        |                        |        |       |      |        |
| Votes valides          | Votes valides          | Votes valides          | 58 660 | 99,56 |      |        |
| Bulletins nuls         | Bulletins nuls         | Bulletins nuls         | 260    | 0,44  |      |        |
| Total                  | Total                  | Total                  | 58 920 | 100   |      |        |
| Abstention             | Abstention             | Abstention             | 21 612 | 26,84 |      |        |
| Inscrits/Participation | Inscrits/Participation | Inscrits/Participation | 80 532 | 73,16 |      |        |

### 2019
| Parti                  | Parti                  | Candidat               | Votes  | %     | +/-  | Maj.   |
| ---------------------- | ---------------------- | ---------------------- | ------ | ----- | ---- | ------ |
|                        | Conservateur           | Damien Kurek           | 53 309 | 85,49 | 4,58 | 50 124 |
|                        | NPD                    | Natasha Fryzuk         | 3 185  | 5,11  | 1,43 |        |
|                        | Libéral                | Dianna Clarke          | 2 557  | 4,10  | 5,27 |        |
|                        | Vert                   | Geordie Nelson         | 1 689  | 2,71  | 0,47 |        |
|                        | Parti populaire        | David A. Michaud       | 1 620  | 2,60  | Nv.  |        |
|                        |                        |                        |        |       |      |        |
| Votes valides          | Votes valides          | Votes valides          | 62 360 | 99,44 |      |        |
| Bulletins nuls         | Bulletins nuls         | Bulletins nuls         | 352    | 0,56  |      |        |
| Total                  | Total                  | Total                  | 62 712 | 100   |      |        |
| Abstention             | Abstention             | Abstention             | 18 411 | 22,70 |      |        |
| Inscrits/Participation | Inscrits/Participation | Inscrits/Participation | 81 123 | 77,30 |      |        |

### 2015
|       | Candidat         | Parti        | # de voix | % des voix |
|       | Kevin Sorenson   | Conservateur | +47 552,  | 80,91 %    |
|       | Andy Kowalski    | Libéral      | +05 505,  | 9,37 %     |
|       | Katherine Swampy | NPD          | +03 844,  | 6,54 %     |
|       | Gary Kelly       | Vert         | +01 868,  | 3,18 %     |
| Total | Total            | Total        | 58 769    | 100 %      |